# The Murder of My Sweet
The Murder of My Sweet es una agrupación sueca de metal sinfónico/metal gótico procedente de Estocolmo y creada en 2006 en manos del músico y compositor chileno Daniel Flores. El nombre del grupo está inspirado en la película estadounidense "Murder, My Sweet" (cine negro) de 1944 y actualmente han lanzado cuatro discos de larga duración, obteniendo muy buena respuesta por parte de medios y oyentes.

## Miembros
- Angelica Rylin (voz principal)
- Christopher Vetter (guitarras)
- Patrik Janson (bajo)
- Daniel Flores (batería, teclados y coros)

## Discografía

### Largos

#### Divanity (2010)
1. No Evil
2. Follow The Rain
3. Bleed Me Dry
4. Chemical Attraction
5. Kiss Of Death
6. One Bullet
7. Tonight
8. Storms Of The Sea
9. Destiny
10. Revolution
11. Valerie
12. Death Of A Movie Star

#### Bye Bye Lullaby (2012)
1. Armageddon
2. Fallen
3. Unbreakable
4. I Dare You
5. Violently Peaceful
6. Meant To Last Forever
7. Idolize
8. Kind Of Lousy
9. The One
10. Resurrection
11. Waiting For The 27th (BooH Prologue)
12. Black September
13. Phantom Pain

#### Beth Out Of Hell (2015)
1. Hell on Earth
2. The Awakening
3. World in Ashes
4. Always the Fugitive
5. Bitter Love
6. Still
7. The Humble Servant
8. Requiem for a Ghost
9. Euthanasia
10. Tide After Tide
11. Poets by Default
12. Heaven Succumb
13. Means to an End

#### Echoes Of The Aftermath (2017)
1. Sleeping Giant
2. Personal Hell
3. Racing Heart
4. Cry Wolf
5. Echoes of the Aftermath
6. Flatline
7. Loud as a Whisper
8. Shining After Dark
9. Ode to Everyone
10. Go On
11. In Risk of Rain
12. Inside, Outside

#### Brave Tin World (2019)
1. Tin Soldiers
2. My Religion
3. Head of the Snake
4. Reasons to Live
5. Safe in the Shadows
6. Hit the Ground
7. Everyone Wins
8. Memento
9. Keeper of the Flame
10. Worth Fighting for
11. Alchemy of Sins

#### A Gentleman's Legacy (2021)
1. Six Feet Under
2. A Ghost Of A Chance
3. Damnation
4. Wheels Of Time
5. Winged
6. Kill Your Darlings
7. Father's Eyes
8. Rise Above
9. Trick The Devil
10. Heads Or Tails
11. Please Don't Wait Up
12. Finding Closure

### Sencillos
- Bleed Me Dry (2009)
- Tonight (2010)
- Unbreakable (2012)
- The Humble Servant (2015)
- The Awakening (2015)